# Pollimyrus stappersii
Pollimyrus stappersii és una espècie de peix de nas d'elefant de la família Mormyridae present en diverses conques hidrogràfiques a l'Àfrica, entre elles el llac Bangweulu i la conca superior del riu Congo. És nativa de Zàmbia i pot arribar a una grandària aproximada de 7,4 cm.
Respecte a l'estat de conservació, es pot indicar que no hi ha antecedents disponibles d'aquesta espècie a la Unió Internacional per a la Conservació de la Natura (UICN).